# 한국국제낚시박람회
한국 국제 낚시 박람회(Korea International Fishing Show) (중국어 간체자: 韩国国际渔业博览会)는 1989년에 처음 시작된 박람회이다. 경기 불황으로 인해 1998년부터 2005년까지 개최를 중단하기도 하였다. 그 뒤 2006년에 다시 개최되었으나, 2007년과 2008년에는 피싱코리아만 개최되었다다음 박람회는 2009년 3월에 개최될 예정이다.
그러나 2018년 부터는 킨텍스에서 개최한 낚시박람회가 위험해졌고, 2018년 킨텍스 낚시박람회 위험폭행 사건으로 인해 2018년부터는 낚시박람회가 킨텍스의 금지된 박람회가 되었다. 그이후의 중국인들이 좋아하는 박람회가 되었고 2018년부터 현재는 방사능 때문으로 인해 금지된 현재의 방사능의 낚시박람회인 방사능 낚시 박람회가 되었다